# マイティ・モーフィン パワーレンジャー: ワンス & オールウェイズ
『マイティ・モーフィン・パワーレンジャー：ワンス＆オールウェイズ』（Mighty Morphin Power Rangers: Once & Always）は、『マイティ・モーフィン・パワーレンジャー』と「パワーレンジャー」シリーズの30周年を記念する2023年のアメリカのスーパーヒーロー映画。
2023年4月19日にNetflixで公開された。日本では東映が「パワーレンジャー」の権利を管理しているため、公開されていない。

## 概要
悲劇が襲った後、犠牲となったレンジャーの子どもがパワーレンジャーの正規メンバーとなり、チームのかつての宿敵に復讐を果たす. パワーレンジャーは、ロボ・リタ・レパルサの悪魔的な計画を阻止するために集結する。

## ストーリー
2022年、ビリーはロボットのリタ・レパルサとパティーの一団に襲われる。 キンバリー、トリニー、ザック、ジェイソン、トミーがビリーを助け、トリニーはビリーをリタの攻撃から守って死ぬ。1年後、リタは生き残ったレンジャーをトリニーの墓で待ち伏せし、トミー、ジェイソン、キンバリーを捕らえた。トリニーの娘・ミンはリタへの復讐を誓う。ミンの後見人であるザックとビリーは彼女を思い留まらせようとする。ビリーは、ゾードンを復活させようとしているときに、リタの帰還を引き起こしたことを明らかにする。ビリーとザックはキャットとロッキーを召喚し、世界中のパテの攻撃に立ち向かいます。リタのモンスター、ロボ・ミノタウロスとロボ・スニザードは、攻撃を餌として使用して、より多くのレンジャーを捕まえる。ミンは母親のモーファーを使ってパテと戦おうとするも失敗。ザックとロッキーは、エンジェル ・グローブ・ユースセンターで彼女を救出する。アルファは、モンスターがモーフィングされたレンジャーのエネルギーを追跡していることを知ったので、レンジャーは弱体化する。レンジャーはリタのモンスターをだまして無力化し、リタの計画を阻止するために月に向かう。ミンは再びモーファーを使ってモンスターを倒そうとしますが、リタは彼女を捕える。ビリーは、リタが捕らえられたレンジャーを使用してタイムポータルに電力を供給し、過去に自分自身に警告していることに気づく。レンジャーが無効にする前に、リタはミンと一緒に到着する。レンジャー達はリタと戦おうとする。リタの攻撃からビリーを守るミン。彼女は母親のビジョンを見る。モーファーはミンにバインドし変身し、レンジャーがリタを倒す。
ユースセンターでは、ミン、ザック、ビリーがトリニーと彼らが共有した冒険について振り返る。

## 製作
ビリー役のデビッド・ヨストは提案された再会の脚本を書いたが、法的な問題によりハズブロは手続きを執行できなかったため、代わりにシリーズライターのベッカ・バーンズとアルウィン・デールが、元パワーレンジャーのライターであるジャッキー・マーチャンドからのアドバイスを受けて本作を執筆した。
トリニー役のサイ・トラングが2001年にすでに死去しているほか、トミーを演じたジェイソン・デビッド・フランク（本作撮影終了後の2022年11月に死去）とキンバリー役のエイミー・ジョー・ジョンソンは本作への出演オファーを断り、ジェイソン役のオースティン・セント・ジョンは連邦犯罪で起訴されたた米国を離れられなかったため、変身後の登場シーンはアーカイブ音声が流用されている。本作は、ニュージーランドのオークランドで12日間にわたって撮影されました。「Mighty Morphin Power Rangers」の作品で最もよく知られているミュージシャン、ロン・ウェスターマンが本作の主題歌と劇伴を担当するために復帰した。本作は故人となったジェイソン・デビット・フランクとサイ・トラングに捧げられた。

## キャスト
- ミン/3代目イエローレンジャー：チャーリー・カーシュ
- ザック/初代ブラックレンジャー：ウォルター・ジョーンズ
- ビリー/ブルーレンジャー：デビッド・ヨースト
- ロッキー・デサントス/2代目レッドレンジャー：スティーブ・カーデナス
- アダム・パーク：ジョニー・ヨング・ボッシュ
- アイーシャ・キャンベル：カラン・アシュレー
- キャサリン・ヒラード/2代目ピンクレンジャー：キャサリン・サザーランド
- 初代レッドレンジャー（ジェイソン）（声）：オースチン・セント・ジョン（アーカイブ）
- 初代イエローレンジャー（トリニー）（声）：サイ・トラング（アーカイブ）
- 初代ピンクレンジャー（キンバリー）（声）：エイミー・ジョー・ジョンソン（アーカイブ）
- グリーンレンジャー（トミー・オリバー）（声）：ジェイソン・デビッド・フランク （アーカイブ）
- アルファ8、アルファ9の声：リチャード・ウッド
- ロボリタの声：バーバラ・グッドソン

### スーツアクター・スタント
- 3代目イエローレンジャー[4]：本多翼
- イエローレンジャー[5][6]、パティパトロール：古屋貴士[7]
- ミン（スタント)[8]：アキラ・ナカニシ
- ブラックレンジャー[4][9][10]：清水麟太郎
- ブルーレンジャー[4]：大隈厚志
- ブルーレンジャー[11]：グリーンレンジャー[12][13]：佐伯啓
- ブルーレンジャー[11][14][15]、パティパトロール、ザック（スタント）[16]：高橋翔太
- ビリー（スタント)[17]：マット・ボーデン
- 2代目レッドレンジャー[4][18][19]、パティパトロール[20]：松岡航平
- 1代目レッドレンジャー、ロッキー（スタント)[21]、パティパトロール[22]：新田匡章
- 2代目ピンクレンジャー[4][23][24][25][26]、パティパトロール[4]：高嵜百花
- グリーンレンジャー[27][28]、ロボミノタウロス[4]：岩上弘数

- キャサリン（スタント）[21]：ジェス・リー・ハウズ
- ロボリタ：[4][20]こしげなみへい
- ロボスニザード[4]、パティパトロール：坂井良平
- アルファ8、アルファ9[29]：コナー・アモール・ベンダル
- パティパトロール：アレックス・マクコール[23]、バイロン・ヘンリー[30]、ジャスティン・ハイウ[30]、マッケイ・クラウリー[30]、ティモシー・マクラクラン[7]、トビー・ラングドン[7]、アイザック・マクファーレン[7]、トリ・マーシュ[7]
- その他[31]：中山甲斐

## スタッフ
- 製作総指揮：サイモン・ベネット、ヒラリー・ズウィック・ターナー
- 監督：チャーリー・ハスケル
- 共同プロデューサー/ヘッドライター：アルウィン・デール、ベッカ・バーンズ
- プロダクション・デザイナー：トレーシー・コリンズ
- セカンドユニット監督：野口勇次
- スタント・コーディネーター[31]：マーク・ハリス
- 日本人スタント・コーディネーター[31]：三村幸司
- 作曲家：ロン・ワッサーマン
- 撮影監督：オリー・ジョーンズ
- 制作：パワーレンジャー・プロダクション
- 製作：エンターテインメント・ワン、ハズブロ